# Kriengsak Kovithavanij
Francis Xavier Kriengsak Kovithavanij (ur. 27 czerwca 1949 w Ban Rak) – tajski duchowny rzymskokatolicki, doktor nauk teologicznych, biskup diecezjalny Nakhon Sawan w latach 2007–2009, arcybiskup metropolita Bangkoku w latach 2009–2024, zastępca przewodniczącego Konferencji Episkopatu Tajlandii w latach 2009–2015, kardynał prezbiter od 2015, przewodniczący Konferencji Episkopatu Tajlandii w latach 2015–2021, od 2024 arcybiskup senior archidiecezji Bangkoku.

## Życiorys
Święcenia kapłańskie otrzymał 11 lipca 1976 z rąk abp. Michaela Michai Kitbunchu. Doktoryzował się na Papieskim Uniwersytecie Urbaniana w Rzymie. Inkardynowany do archidiecezji Bangkoku, był m.in. rektorem seminariów w Nakhon Ratchasima i Sampran, podsekretarzem tajskiej Konferencji Episkopatu, a także proboszczem parafii katedralnej.
7 marca 2007 został mianowany biskupem diecezji Nakhon Sawan. Sakry biskupiej udzielił mu kard. Michael Michai Kitbunchu.
14 maja 2009 Benedykt XVI mianował go arcybiskupem Bangkoku. 4 stycznia 2015 ogłoszony kardynałem przez papieża Franciszka. Insygnia nowej godności odebrał 14 lutego.
W latach 2009–2015 pełnił funkcję wiceprzewodniczącego tajskiej Konferencji Episkopatu, zaś w latach 2015–2021 był jej przewodniczącym.
27 czerwca 2024 papież Franciszek przyjął jego rezygnację z urzędu arcybiskupa metropolity Bangkoku. Brał udział w konklawe 2025, które wybrało papieża Leona XIV.